# Rio Pedreira
Rio Pedreira är ett vattendrag i Brasilien.   Det ligger i delstaten Amapá, i den norra delen av landet, 1 800 km norr om huvudstaden Brasília.